# Chmiel Duży
Chmiel Duży – jezioro w woj. zachodniopomorskim, w pow. wałeckim, w granicach administracyjnych miasta Wałcz, leżące na terenie Pojezierza Wałeckiego.
Według urzędowego spisu opracowanego przez Komisję Nazw Miejscowości i Obiektów Fizjograficznych (KNMiOF) opublikowanego przez Główny Urząd Geodezji i Kartografii (GUGiK) i udostępnionego na stronach Komisja Standaryzacji Nazw Geograficznych (KSNG) nazwa tego jeziora to Chmiel Duży. W różnych publikacjach i na mapach topograficznych jezioro to występuje pod nazwami Chmiel Wielki, Kamel Duży lub Głębokie Wojskowe.
Powierzchnia zwierciadła wody według różnych źródeł wynosi od 23,5 ha przez 23,9 ha do 24,40 ha.

Zwierciadło wody położone jest na wysokości 102,8 m n.p.m. lub 103,3 m n.p.m.. Średnia głębokość jeziora wynosi 7,3 m, natomiast głębokość maksymalna 19,3 m.
Na północnym brzegu jeziora mieści się plaża z kąpieliskiem.
Wzdłuż wschodniego brzegu jeziora przebiega nasyp, którym przebiegała nieczynna linia kolejowa Wałcz - Jastrowie - Złotów.
Jezioro jest połączone przekopem z jeziorem Chmiel Mały leżącym nieopodal północnego brzegu jeziora.